# HSBC Bank Canada
HSBC Bank Canada (en francés: Banque HSBC Canada), anteriormente conocido como Hongkong Bank of Canada (HBC), fue un banco autorizado y filial canadiense de la multinacional británica de servicios bancarios y financieros HSBC. La entidad era el séptimo banco más grande de Canadá, con oficinas en todas las provincias excepto la Isla del Príncipe Eduardo, y también era el banco de propiedad extranjera más grande del país. La sede corporativa se encontraba ubicada en el edificio HSBC en el distrito financiero del centro de Vancouver, Columbia Británica.
El 28 de marzo de 2024, el Royal Bank of Canada cerró la adquisición de HSBC Canadá. El número de institución de HSBC Canada era 016.

## Historia

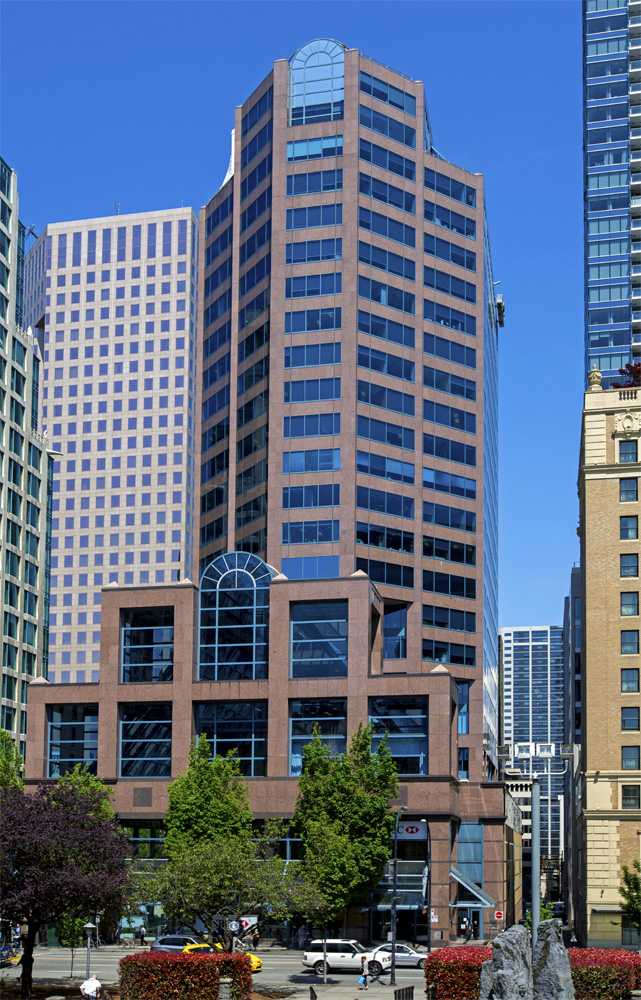
El edificio HSBC Canadá en Vancouver alberga la sede de la filial canadiense de HSBC.

En 1979, la Corporación Bancaria de Hong Kong y Shanghai compró una empresa de aceptación con sede en Vancouver que financiaba maquinaria y equipos para pequeñas empresas que operaban en Columbia Británica. En 1981, la Corporación Bancaria de Hong Kong y Shanghai incorporó el Hongkong Bank of Canada (HBC), en Vancouver, como banco autorizado a partir del 1 de julio de 1981, en virtud de la Ley Bancaria de Canadá, utilizando la empresa aceptadora como base para el nuevo banco. HBC tenía algunas sucursales minoristas centradas principalmente en asiático-canadienses cuyo negocio principal se centraba en empresas comerciales. HBC abrió sucursales en las principales ciudades del oeste de Canadá y en Toronto y Montreal, pero el crecimiento fue lento. HBC intentó crecer mediante adquisiciones, pero los primeros tres intentos de comprar una institución existente no tuvieron éxito. HBC adquirió los activos del Bank of British Columbia el 27 de noviembre de 1986, que esencialmente había fracasado. Esta adquisición le dio a HBC $2.6 mil millones adicionales en activos y 41 sucursales en Columbia Británica y Alberta, impulsándolo de la noche a la mañana del vigésimo al noveno banco más grande de Canadá.
El 20 de mayo de 1988, HBC se fusionó con Midland Bank Canada, obteniendo muchas nuevas relaciones bancarias corporativas, activos combinados por 472 millones de dólares y expandiéndose al este de Canadá. Adquirió Lloyds Bank Canada el 29 de mayo de 1990, añadiendo así otros 4.400 millones de dólares en activos y 53 sucursales. Lloyds Bank había adquirido Continental Bank of Canada en 1986. Continental Bank comenzó en 1973 como Niagara Finance Company, luego se convirtió en IAC Limited y luego Continental Bank.
El 20 de septiembre de 2011, HSBC Canadá vendió su división de corretaje de servicio completo, HSBC Securities (Canada) Inc., al National Bank Financial Group por 208 millones de dólares canadienses. En junio de 2015, Sandra Stuart fue nombrada presidenta y directora ejecutiva, convirtiéndose en la primera mujer en dirigir un banco autorizado en Canadá.
En noviembre de 2022, HSBC anunció la salida del mercado canadiense. Royal Bank of Canada (RBC) adquirirá el 100% de las acciones ordinarias de HSBC Canadá por un precio de compra en efectivo de 13.500 millones de dólares, lo que supone un múltiplo de 9,4 veces las ganancias estimadas de HSBC Canadá para 2024. Se espera que la transacción se complete a fines de 2023, sujeta a aprobaciones regulatorias. HSBC ha estado bajo presión para reducir costos y desinvertir en negocios no asiáticos.